# Fuze Tea
Fuze Tea, in sommige landen bekend als Fuse, is een merk dat thee en niet-koolzuurhoudende vruchtendranken met toegevoegde vitamines produceert. Fuze is onderdeel van The Coca-Cola Company.

## Geschiedenis

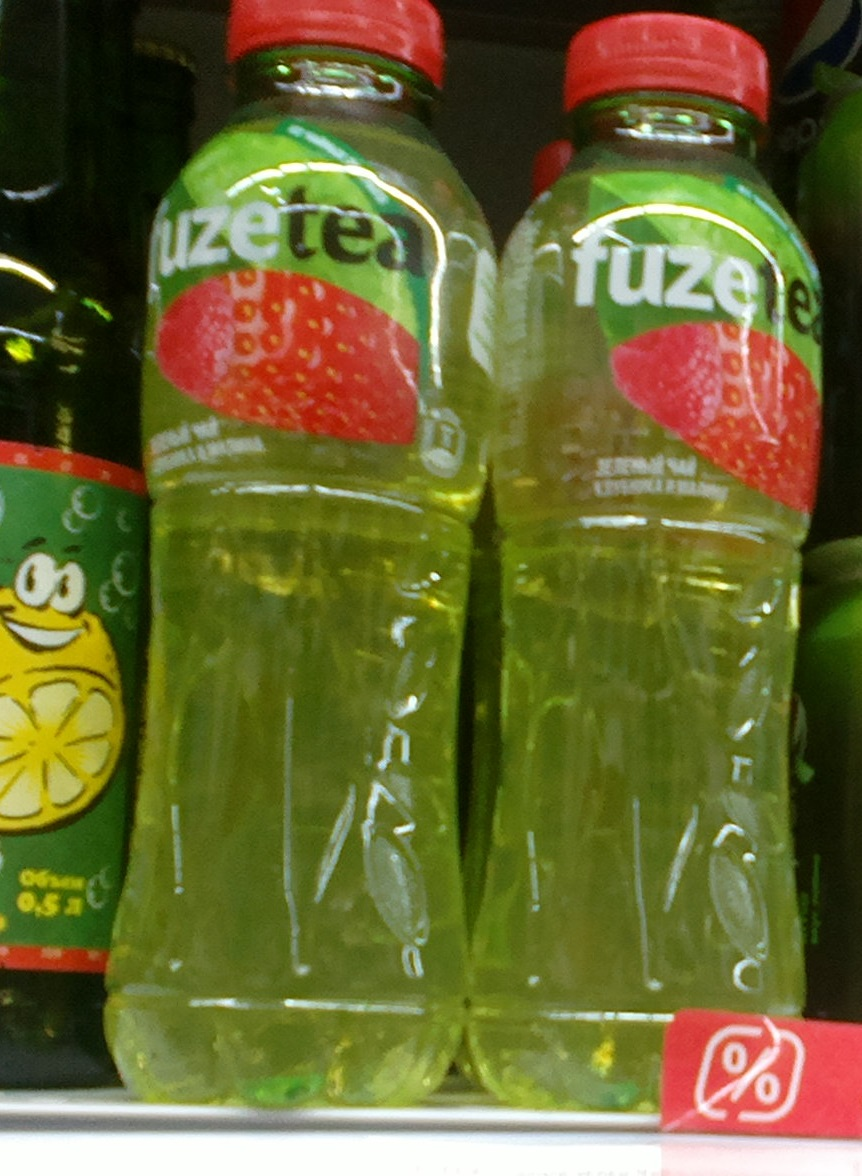
Fuze Tea cranberry en framboos

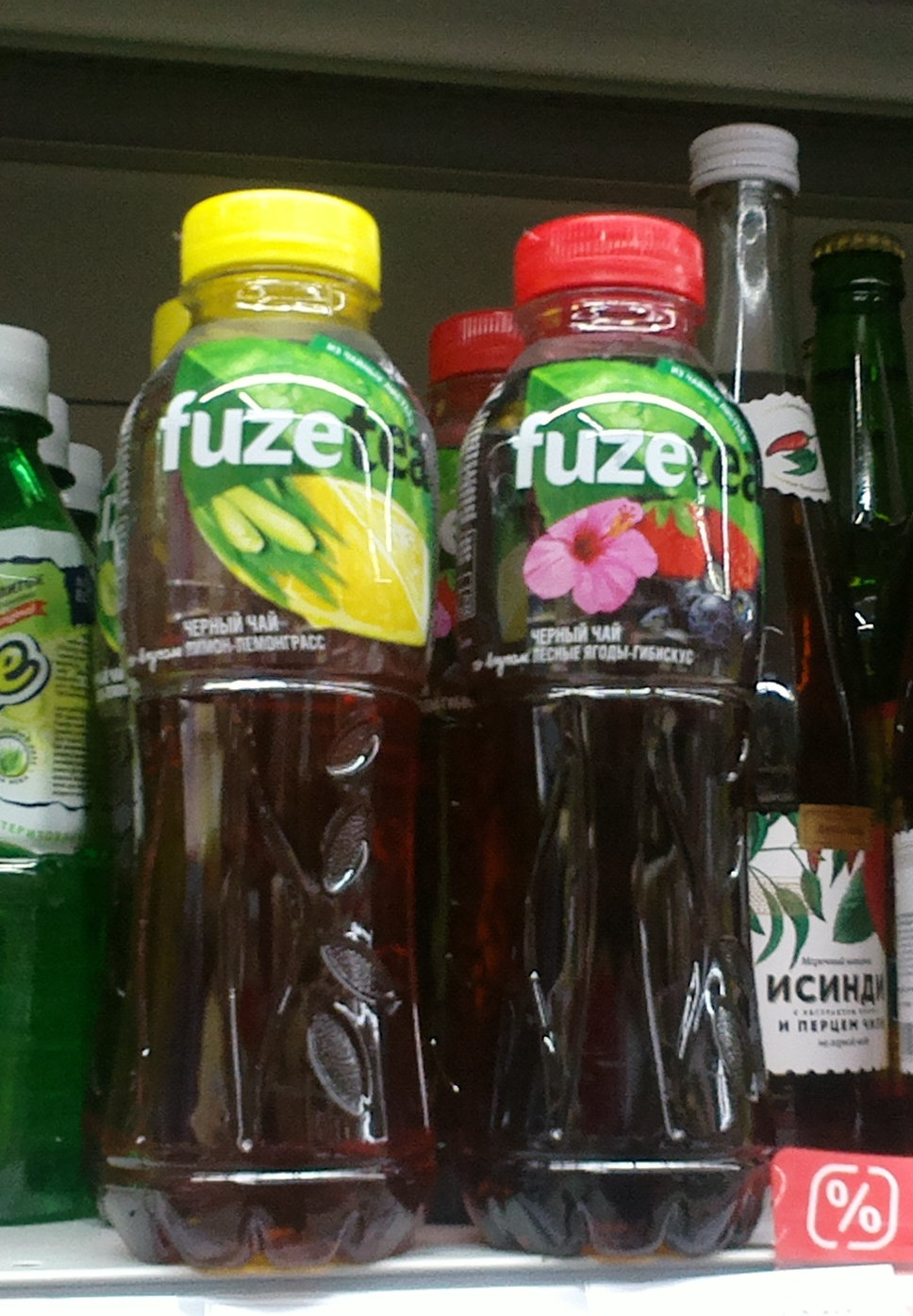
Twee verschillende smaken Fuze Tea

Fuze Tea werd in 2000 opgericht door Lance Collins en creatief directeur Paula Grant in de kelder van Collins' huis in Englewood Cliffs. Collins ontwikkelde een nieuwe vruchtendrank, en met de hulp van twee investeerders, Bruce Lewin en Joe Rosamilia, werd het merk Fuze Beverage in 2001 in Noord-Californië gelanceerd. De eerste producten waren drie smaken vruchtendrank, verpakt in flessen met een fruitthema: gemengde bessen, bananencolada en cranberry-framboos. In 2002 werden twee extra smaken toegevoegd: perzik-mango en tropische punch. De toenemende vraag leidde tot een uitbreiding van het bedrijf naar 30 medewerkers, waardoor de kelder te klein werd voor verdere productie. Naast Fuze ontwikkelde het bedrijf ook de merken NOS Energy Drinks en WaterPlus.
De groei van het bedrijf trok de aandacht van The Coca-Cola Company, dat Fuze Beverage in februari 2007 overnam voor naar schatting $250 miljoen. Bij de overname kreeg Coca-Cola ook de rechten op NOS Energy Drinks en WaterPlus. Deze overname was een strategische zet om de portefeuille van niet-koolzuurhoudende dranken uit te breiden en te concurreren met de PepsiCo SoBe-lijn van fruitsapmelanges en verrijkte waters. De overname van Fuze Beverage, dat inmiddels meer dan 40 nieuwe producten en lijnuitbreidingen had gerealiseerd, onderstreepte een verschuiving in de strategie van Coca-Cola: in plaats van interne productontwikkeling koos het bedrijf ervoor om innovatieve drankenbedrijven op te kopen.
Na de overname werd Carl Sweat, voorheen senior directeur verkoop en marketing van Coca-Cola’s retaildivisie, benoemd tot directeur van Fuze. Oprichter Lance Collins werd aangesteld als hoofd van innovatie en strategie.
Met behulp van het distributienetwerk van Coca-Cola verdubbelde de omzet van Fuze tussen 2007 en 2008. In 2009 sloot Fuze een overeenkomst met Subway om haar producten in meer dan 22.000 vestigingen in fonteinstijl te verkopen. In hetzelfde jaar verliet Carl Sweat het bedrijf voor een functie bij Starbucks.

### Nederland
In 2018 introduceerde Coca-Cola het merk Fuze Tea in Nederland als ijstheemerk om te concurreren met de ijsthee van Lipton. Fuze Tea heeft zich sindsdien gevestigd als het snelst groeiende merk in de ijstheecategorie. In lijn met de toenemende vraag naar dranken met weinig of geen calorieën, introduceerde Coca-Cola in 2023 twee nieuwe suikervrije varianten: Fuze Tea Black Tea Watermelon Mint No Sugar en Fuze Tea Green Tea Blueberry Lavender No Sugar. Deze introducties maken deel uit van de bredere strategie van Coca-Cola om in 2025 vijftig procent van het verkoopvolume te realiseren met caloriearme of calorievrije dranken. 

## Producten
De Fuze-dranken bevatten vitamines, aminozuren, kruiden en alternatieve zoetstoffen zoals kristallijne fructose, waardoor het merk bekend staat als onderdeel van de new age drankencategorie.
In de loop der jaren zijn onder andere de volgende producten op de markt gebracht:
- Slenderize
- Refresh
- Tea Green
- Defensify
- Magdalotopuss
- Vitalize
- Black Tea Peach Hibiscus
- Blueberry Lavender
- Black Tea Watermelon Mint No Sugar
- Green Tea Blueberry Lavender No Sugar
- Green Tea Blueberry Jasmine